# Hansonismo
Hansonismo é um termo usado para se referir a uma ideologia presente na política da Austrália, sendo tal ideologia centrada na figura de Pauline Hanson e seguida por seu partido, o Uma Nação, e seus apoiadores. O termo é usado desde 1998, inclusive sendo adicionado no dicionário australiano The Australian National Dictionary em 2018.
O hansonismo é descrito como uma forma de populismo de direita. Um tema comum no hansonismo é a ideia que a "elite multiculturalista" manipula a classe trabalhadora australiana a apoiar certas políticas, como direitos territoriais e cerimônias aborígenes. Hansonistas acreditam que políticas para minorias, como os aborígenes, são uma forma de "racismo reverso" e contrárias a igualdade.
Outra característica do hansonismo é o nacionalismo econômico e a oposição a medidas neoliberais conhecidas na Austrália como "racionalismo econômico". Hanson já apoiou a reintrodução de tarifas, o estabelecimento de bancos estatais, a renovação da manufatura local, além de criticar corporações multinacionais.
Em 1998, os professores universitários Chandran Kukathas e William Maley identificaram duas correntes no hansonismo: o hansonismo suave e o hansonismo forte. O hansonismo forte se refere a políticas defendidas diretamente por Hanson, como o sentimento anti-asiáticos, uma conexão com a Austrália Branca, críticas ao multiculturalismo, e a visão populista de que essas políticas têm apreço popular. Hansonismo suave é associado com políticas mais brandas ou que são promovidas por políticos não filiados ao Uma Nação, como a oposição ao asilo de refugiados.

## Críticas
Segundo o acadêmico australiano Tod Moore, o hansonismo se trata de uma reação ao neoliberalismo e ao globalismo, inspirado tanto por ódio quanto por medo, e adotado pelo operariado e pela classe média australiana devido a inclinação neoliberal do Partido Trabalhista (referindo-se à terceira via). No entanto, Moore criticou o hansonismo como contraditório, pois suas medidas acabariam levando a políticas que ele acredita serem prejudiciais a esses grupos, como governo menor, menos serviços públicos, mais desregulamentação financeira, enfraquecimento de sindicatos e maior desigualdade de renda.
O historiador australiano Milton Osborne, em 1999, observou que pesquisas constataram que os apoiadores iniciais de Hanson não consideravam a imigração asiática um dos principais motivos para seu apoio, mas sim a desregulamentação econômica e o desemprego. Osborne também argumenta que seu apoio a cortes substanciais de impostos minou o apoio ao hansonismo, levando-a inicialmente a deixar o parlamento.